# Le Vœu (film, 1956)
Pour le film de 1973, voir Le Vœu.
Pour plus de détails, voir Fiche technique et Distribution.
Le Vœu (Talpa) est un film mexicain réalisé par Alfredo B. Crevenna, sorti en 1956.

## Synopsis
L'histoire de deux frères. Tanilo, l'aîné, est un père de famille responsable. Stephen est tout le contraire. Lorsque Tanilo tombe malade, Esteban s'occupe de la forge familiale. Esteban entame une relation adultère avec la femme de Tanilo et cela a des conséquences pour eux.

## Fiche technique
- Titre : Le Vœu
- Titre original : Talpa
- Réalisation : Alfredo B. Crevenna
- Scénario : Edmundo Báez et Juan Rulfo
- Musique : Lan Adomian
- Photographie : Rosalío Solano
- Montage : Gloria Schoemann
- Production : Adolfo Lagos
- Société de production : Cinematográfica Latina
- Pays :  Mexique
- Genre : Drame
- Durée : 99 minutes
- Dates de sortie : 
  -  Mexique : 20 décembre 1956

## Distribution
- Lilia Prado : Juana
- Leonor Llausás : La vaniteuse
- Víctor Manuel Mendoza : Tanilo
- Jaime Fernández : Esteban
- Hortensia Santoveña : La mère
- José Chávez
- Blanca Estela Limón
- Alicia Montoya
- José Muñoz
- Aurora Walker
- Amado Zumaya

## Distinctions
Le film a été présenté en sélection officielle en compétition au Festival de Cannes 1956.